# Денкинген
Денкинген (нем. Denkingen) — община в Германии, в земле Баден-Вюртемберг. 
Подчиняется административному округу Фрайбург. Входит в состав района Тутлинген.  Население составляет 2525 человек (на 31 декабря 2010 года). Занимает площадь 15,02 км².

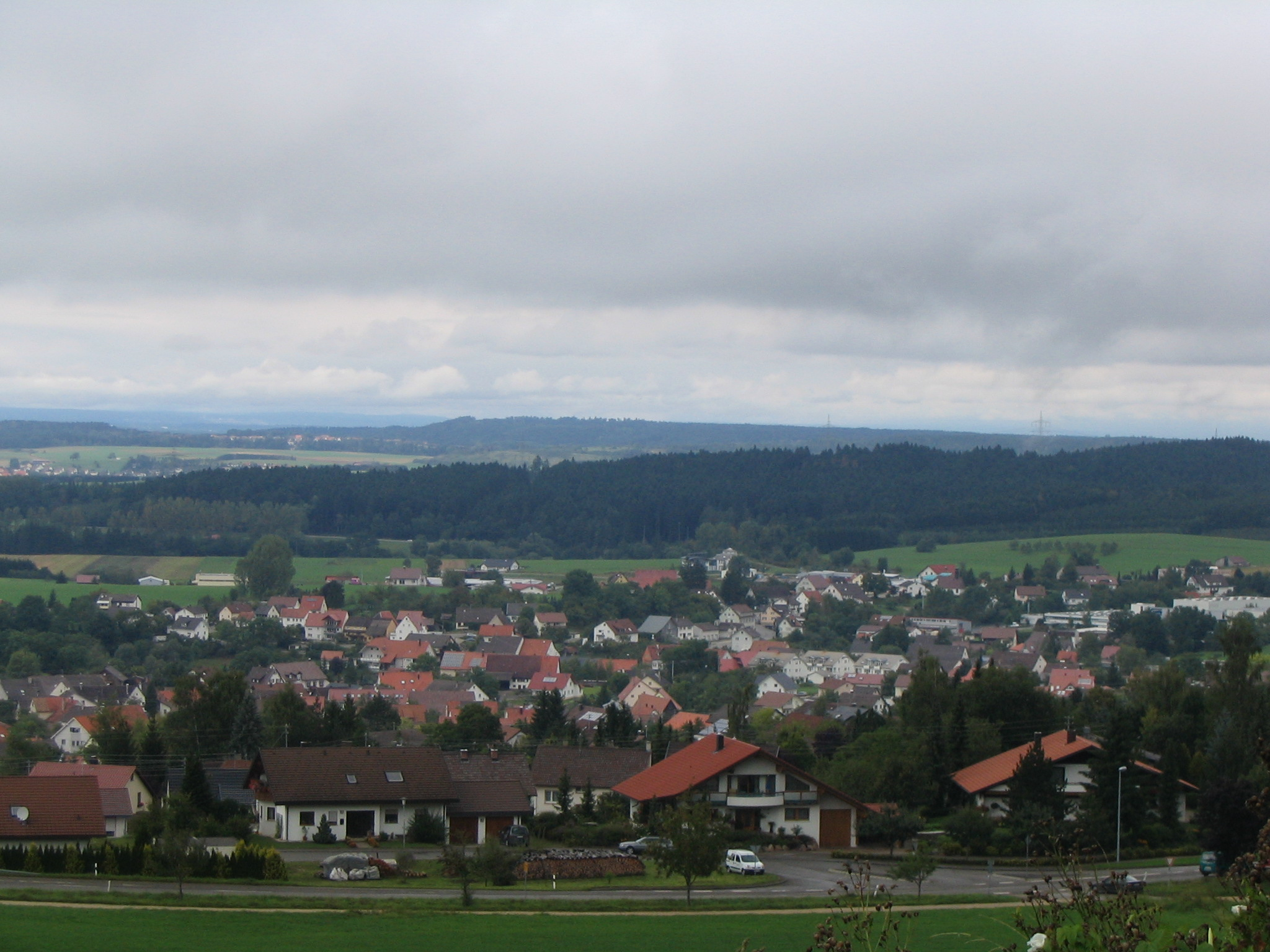
Денкинген